# ژان مورا
ژان مورا (فرانسوی: Jean Murat‎؛ ۱۳ ژوئیهٔ ۱۸۸۸ – ۵ ژانویهٔ ۱۹۶۸) یک هنرپیشه اهل فرانسه بود.

## فیلم‌شناسی
- بی‌نوایان
- هفت گناه کبیره
- عاشق لیدی چترلی
- والنسیا
- صورتک‌ها
- عاشق لیدی چترلی
- مواد مخدر
- ناهید